# Pećka patriarhija
Samostan Pećka patriarhija (srbsko Манастир Пећка патријаршија, Manastir Pećka patrijaršija, albansko  Patrikana e Pejës) ali Patriarhalni samostan v Peći je srednjeveški samostan Srbske pravoslavne cerkve v bližini mesta Peć, Kosovo. Zgrajen je bil v 13. stoletju in postal sedež srbskih nadškofov. V 14. stoletju je bil razširjen. Ko je bila leta 1346 ustanovljena Srbska patriarhija Peć, je postal sedež srbskih patriarhov. V srednjem in zgodjem novem veku je služil kot mavzolej srbskih nadškofov in patriarhov.  Od leta 2006 spada s še tremi srbskimi cerkvami in samostami Srbske pravoslavne cerkve  med Srednjeveške spomenike na Kosovu in hkrati med mesta svetovne kulturne dediščine.
Samostan upravlja Eparhija Raška in Prizren, vendar je pod neposredno jurisdilcijo srbskega patriarha, ki ima med drugim tudi naslov peškega nadškofa. Samostanska cerkev je izjemno delo srbske srednjeveške arhitekture in s še tremi drugimi cerkvami v samostanskem kompleksu tvori celoto.

## Geografija
Samostanski kompleks se nahaja v bližini Peći (albansko Peja) v kosovski pokrajini Metohija ob cesti, ki povezuje Kosovo s Črno goro. Zgrajen je ob Pejski Bistrici na njenem vstopu v kanjon Rugova. Na samostanskem dvorišču raste  750 let stara črna murva, imenovana Šam-dud. Vsadil jo je nadškof Sava II. med letoma 1263 in 1272.

## Zgodovina
Samostan je zgrajen na robovih starega rimskega in bizantinskega Siperanta. Samostanski kompleks je sestavljen iz štirih cerkva, od katerih so bile tri povezane v zaključeno celoto. Zgrajen je bil v prvi tretjini 13. stoletja (1321–1324 in 1330–1337. Domneva se, da je postal metohion (zemljišče v lasti in upravljanju samostana) samostana Žiča, ki je bil takrat sedež srbske nadškofije. Nadškof Sava je bil takrat še živ (umrl 1235). V prvi tretjini 13. stoletja je dal nadškof Arsenije I. (služboval 1233–1263) na severni strani kompleksa zgraditi cerkev Svetih apostolov. Cerkev je bila po Arsenijevem naročilu poslikana leta 1250 ali okoli leta 1260. Leta 1253 je Arsenije I. zaradi invazije tujcev preselil sedež Srbske cerkve iz Žiče v Peć, ki je bila bolj varna in bliže središču države. Sedež se je leta 1285 vrnil v Žičo in bil zaradi tuje invazile leta 1291 ponovno preseljen v Peć. Nadškof Nikodim I. (služboval 1321–1324) je severno od cerkve Svetih apostolov zgradil cerkev sv. Dimitrija, njegov naslednik, škof Danilo II. (služboval 1324-1337), pa je zgradil še cerkev svete Matere Božje Odigitrije in cerkev sv. Nikolaja na južni strani kompleksa. Pred tremi glavnimi cerkvami je nato zgradil monumentalni narteks. Med službovanjem nadškofa  Joanikija II. je bila okoli leta 1245 do takrat neposlikana cerkev sv. Dimitrija poslikana s freskami. Srbski car Stefan Dušan (vladal 1331–1355) je leta 1346 srbsko nadškofijo povišal v patriarhat  in s tem ustanovil Srbski patriarhat v Peči.
V 14. stoletju je bila cerkev Svetih apostolov nekoliko preurejena, zato so bili nekateri deli cerkve poslikani kasneje. Od 13. do 15. stoletja so se v cerkvah samostana pokopavali srbski nadškofi in patriarhi. V letih 1459-1463 je po smrti Arsenija II. mesto patriarha ostalo prazno, ker je Osmansko cesarstvo patriarhat razpustilo. Med vladanjem sultana Sulejmana Veličastnega ga je po nasvetu velikega vezirja Mehmed Paše Sokolovića obnovilo. Pod njegovo jurisdikcijo je postavilo tudi bolgarske eparhije. V letih 1619-1620 je slikar Georgije Mitrofanović (1550–1630) na novo poslikal cerkev sv. Dimitrija, leta 1673-1674 pa je slikar Radul poslikal cerkev sv. Nikolaja. V zgodnjem 18. stoletju, zlasti med in po avstrijsko-rusko-turški vojni  (1735–1739), je patriarhat postal tarča fanariotov in Ekumenskega patriarhata v Konstantinoplu, katerega cilj je bil postaviti eparhije Srbskega patriarhata pod konstantinopelsko jurisdikcijo. Leta 1737 je bil po intervenciji  Aleksandrosa Mavrocordatosa na čelo Srbskega patriarhata prvič imenovan Grk, ker je bilo po njegovem mnenju srbsko vodstvo  "nevredni zaupanja".  V naslednjih letih so fanarioti s političnimi pobudami dosegli izključitev Srbov iz nasledstva patriarhata, ki je bil septembra 1766 ukinjen.
Obdobje osmanske vladavine v regiji se je končalo leta 1912. Na začetku prve balkanske vojne (1912-1913) je Peć zasedla vojska Kraljevine Črne gore. Po sklenitvi Londonskega sporazuma (1913) je Peć priladla Črno gori, Pećka patriarhija pa je ponovno postala sedež škofije. Škof in bodoči srbski patriarh  Gavrilo Dožić je začel obnavljati samostanski kompleks, dokler ni obnove prekinil izbruh prve svetovne vojne leta 1914. Sledila je avstroogska okupacija Črne gore, vkljčno s Pećjo. Po koncu vojne leta 1918 so se  Črna gora in južnoslovanske province Avstro-Ogrske  priključila Kraljevini Srbiji in ustanovile Kraljevino Srbov, Hrvatov in Slovencev.  Leta 1920 so bile obnovljene strukture Srbske pravoslavne cerkve. Obnovljen je bil Srbski patriarhat s tradicionalnim sedežem v Pećki patriarhiji. Od takrat so bili vsi srbski patriarhi ustoličeni prav tu. V letih 1931 in 1932 so v samostanskem kompleksu potekala obsežna obnovitvena dela.
Leta 1947 je bila Pećka patriarhija vpisana na seznam Srbskih spomenikov izjemnega  pomena  in  13. julija 2006 na Unescov seznam svetovne dediščine kot razširitev Visokih Dečanov, ki so že bili na Unescovem seznamu ogrožene dediščine.
Obnova kompleksa se je začela junija 2006 in bila novembra istega leta končana. Glavni cilj obnovitvenih del je bil zaščita zgradb pred vremenom, popravilo notranjih sten in zunanjega videza. Med popravili so restavratorji na severnem pročelju cerkve sv. Dimitrija odkrili dve neznani freski s podobama srbske kraljice in plemiča. Leta 2008 so pročelja cerkve pobarvali v rdeče, tako kot v Žići, kar je povzročilo nekaj nejevolje. Samostanski kompleks je do leta 2013 varovala kosovska vojska, potem pa je varovanje prevzela kosovska policija.

## Mavzolej
Srbski pravoslavni nadškofi in patriarhi so bili ktitorji samostana in zato pokopani v samostanskih cerkvah. Samostan je največji mavzolej srbskih verskih dostojanstvenikov.  Samostan hrani tudi relikvije cerkvenih voditeljev, večinoma svetnikov: Arsenija (služboval 1233–1263), Save II. (1263–1271), Evstahija I. (1279–1286), Nikodima I. (1316–1324), Danila II. (1324–1337), Joanikija II. (1338–1354), Efrema (1375–1379; 1389–1392), Spiridona (1380–1389) in  Maksima I. (1655–1674).

## Cerkve
| Cerkev                                                              | Slika | Komentar                                                              |
| ------------------------------------------------------------------- | ----- | --------------------------------------------------------------------- |
| Cerkev sv. Apostolov (Crkva sv. Apostola ali Cerkev sv. Odrešenika) |       | Zgrajena v prvi tretjini 13. stoletja.                                |
| Cerkev sv. Dimitrija (Crkva sv. Dimitrije)                          |       | Zgrajena leta 1324.                                                   |
| Cerkev sv. Matere Božje Odigitrije (Crkva Bogorodice Odigitrije)    |       | Zgrajena po letu 1337.                                                |
| Cerkev sv. Nikolaja (Crkva sv. Nikole)                              |       | Zgrajena po letu 1337. Majhna skromna cerkev, zgrajena ob Odigitriji. |

Tri glavne cerkve s kupolami (sv. Apostoli, sv. Dimitrij in Odigitrija) so med seboj povezane z veličastnim narteksom. Cerkev sv. Nikolaja nima kupole in stoji ob Odigitriji. 

## Galerija
- Pećka patriarhija junija 1980
- Stolp na samostanskem dvorišču
- Pogreb Save II.
- Freska dinastije Nemanjić
- Šam-dud,   750 let stara črna murva

## Opomba
1. ↑  Februarja  2008 je Kosovo enostransko razglasilo neodvisnost od Srbije.[1] Od leta 2017 ga je kot neodvisno državo priznalo več kot 110 držav.[2] Srbija šteje Kosovo za del svojega suverenega ozemlja, medtem ko so Združeni narodi glede tega, ali je Kosovo neodvisna država ali ne, strogo nevtralni. Aprila 2013 sta Srbija in Kosovo začeli formalizirati odnose skladno z Bruseljskim sporazumom.[2] Kosovo je leta 2015 neuspešno poskušalo postati član Unesca,[3] zato se je kosovska vlada leta 2017 odločila za preložitev vlaganja prihodnjih zahtev.[4]